# Polyommatus nepalensis
Polyommatus nepalensis är en fjärilsart som beskrevs av Forster 1961. Polyommatus nepalensis ingår i släktet Polyommatus och familjen juvelvingar. Inga underarter finns listade i Catalogue of Life.